# Pacsinta
Pacsinta (horvátul: Pačetin, szerbül: Пачетин) falu Horvátországban, Vukovár-Szerém megyében. Közigazgatásilag Terpenyéhez tartozik.

## Fekvése
Vukovártól légvonalban 11, közúton 16 km-re északnyugatra, községközpontjától légvonalban 6, közúton 11 km-re délnyugatra, a Nyugat-Szerémségben, a Szlavóniai-síkság keleti részén, Bobota és Berzétemonostor között fekszik.

## Története
Pacsinta a megye egyik legrégibb települése, melynek területe már ősidők óta lakott. A jelenleg ismert legrégibb leletek a La Tène-kultúra késői szakaszából, az i. e. 1. századból származnak. A falutól északkeletre két vízlevezető csatorna között, a „Pazarište” nevű helyen a középkori Pacsinta vélt helyének közelében a középkori kerámiák mellett a vaskori La Tène-kultúra kerámiáit is megtalálták. Római kori leletek a falu határának számos részén előkerültek. Az említett Pazarišta és „Bijela bara” között a szántóföldön római téglák töredékeit találták, mely közeli építményre utal. A falutól keletre fekvő Bijela barán a korábbi tulajdonos Rade Musić már régen is talált római pénzérméket, tégla- és kerámiatöredékeket, melyek a szakemberek szerint három ókori ház nyomát rajzolják ki. Ez a határrész azóta is az amatőr régészek kedvenc kutatóhelye. A „Mala njiva” nevű helyen az egykori szőlőskert területén a szántóföldön kőtörmeléket találtak. A kő szokatlan ezen a területen, így itt is római villagazdaság maradványait rejtheti a föld.
Pacsinta Árpád-kori település. Már III. Béla korában út vezetett ide Szávaszentdemeter felől. Első írásos említése „Pochunta” alakban nemesi névben 1275-ből származik a keresztesek székesfehérvári konventjének bizonyságleveléből, melyben Pochuntai Gabrian Bobra nevű földjét eladja Vritnyaki Henrik comesnek. 1377-ben a boszniai káptalan oklevelében „Pachynta” mellett egy „Ligeth Pachyntha” nevű települést is említenek, 1435-ben pedig Zsigmond király oklevelében „Wasarwspaczyntha et Lygetpaczyntha” praediumokat említik. Tehát ekkor Pacsinta már vásáros hely volt. 1377-ben Szent Péter titulusú templomát is említik. 1498-ban „Opidum Pachyntha” már mezőváros és a megyei törvénytevő gyűlések székhelye. A középkori település nem a mai helyen, hanem Terpenyétől délre, a Valkó (Vuka) partjának közelében, a ma Stari Pačetinként ismert helyen feküdt. Legrégibb lakói valkóvári várjobbágyok voltak, így kezdetben Valkó ispáni várának tartozéka lehetett. Ezután a Pacsintai család birtoka volt, akik még a 13. század vége előtt kihaltak. 1300 körül királyi birtok, majd 1303-ban I. Károly magyar király Jánki Gergelynek adta. Fia Miklós 1323-ban lánytestvérének Margitnak adta, aki a Dorozsma nembeli Szentmihályi Mihály felesége volt. Ez az adomány valószínűleg csak 1330-ban lépett hatályba, amikor Gergely másik fia, László, a későbbi kalocsai érsek megerősítette. Ezután a Szentmihályi család birtoka, amely a pacsintai, vagy a garai előnevet viselte. A 14. század második felében a birtok egy része a Szentszalvátori család birtoka lett. Szentszalvátori Albert halála után az ő része a Lackfi családé lett. Ezt erősíti meg Zsigmond 1435-ös oklevele. Lackfi Miklós magtalan halála után 1456-ban királyi adományként Szilágyi Mihály kapta meg, aki 1459-ben Kórógyi Gáspárnak adta zálogba. A következő változás a 15. század végén történt, amikor a dokumentumok szerint a tulajdonosok a Szuggyafi család tagjai lettek, akik szintén a pacsintai melléknevet viselték. 1526-ban II. Lajos király a pacsetini birtokot Csák Eleknek és Zay Ferencnek adta. Pacsinta 1526-ban Valkóvár eleste után került török kézre és csak 1687-ben szabadult fel a török uralom alól.
1697-ben már „Pachetin pagus” néven említik. A török kiűzése után előbb kamarai birtok, majd a vukovári uradalom része lett. Rövid ideig a Kuffstein, majd 1736-tól az Eltz család volt a birtokosa. Az első katonai felmérés térképén „Pacsetin” néven található. Lipszky János 1808-ban Budán kiadott repertóriumában „Pachetin” néven szerepel. Nagy Lajos 1829-ben kiadott művében „Pachetin” néven 113 házzal, 14 katolikus, 822 ortodox vallású lakossal találjuk.
1857-ben 826, 1910-ben 1166 lakosa volt. Szerém vármegye Vukovári járásához tartozott. Az 1910-es népszámlálás adatai szerint lakosságának 95%-a szerb, 1-1%-a horvát és német anyanyelvű volt. A település az első világháború után az új szerb-horvát-szlovén állam, majd később (1929-ben) Jugoszlávia része lett. 1991-ben lakosságának 88%-a szerb, 7%-a jugoszláv, 3%-a horvát nemzetiségű volt. 1991-től a független Horvátország része. A településnek 2011-ben 541 lakosa volt.

## Népessége
| Lakosság változása | Lakosság változása | Lakosság változása | Lakosság változása | Lakosság változása | Lakosság változása | Lakosság változása | Lakosság változása | Lakosság változása | Lakosság változása | Lakosság változása | Lakosság változása | Lakosság változása | Lakosság változása | Lakosság változása | Lakosság változása |
| ------------------ | ------------------ | ------------------ | ------------------ | ------------------ | ------------------ | ------------------ | ------------------ | ------------------ | ------------------ | ------------------ | ------------------ | ------------------ | ------------------ | ------------------ | ------------------ |
| 1857               | 1869               | 1880               | 1890               | 1900               | 1910               | 1921               | 1931               | 1948               | 1953               | 1961               | 1971               | 1981               | 1991               | 2001               | 2011               |
| 826                | 916                | 988                | 1.056              | 1.109              | 1.166              | 1.073              | 1.110              | 896                | 878                | 983                | 973                | 925                | 851                | 668                | 541                |

## Gazdaság
A településen hagyományosan a mezőgazdaság és az állattartás képezi a megélhetés alapját.

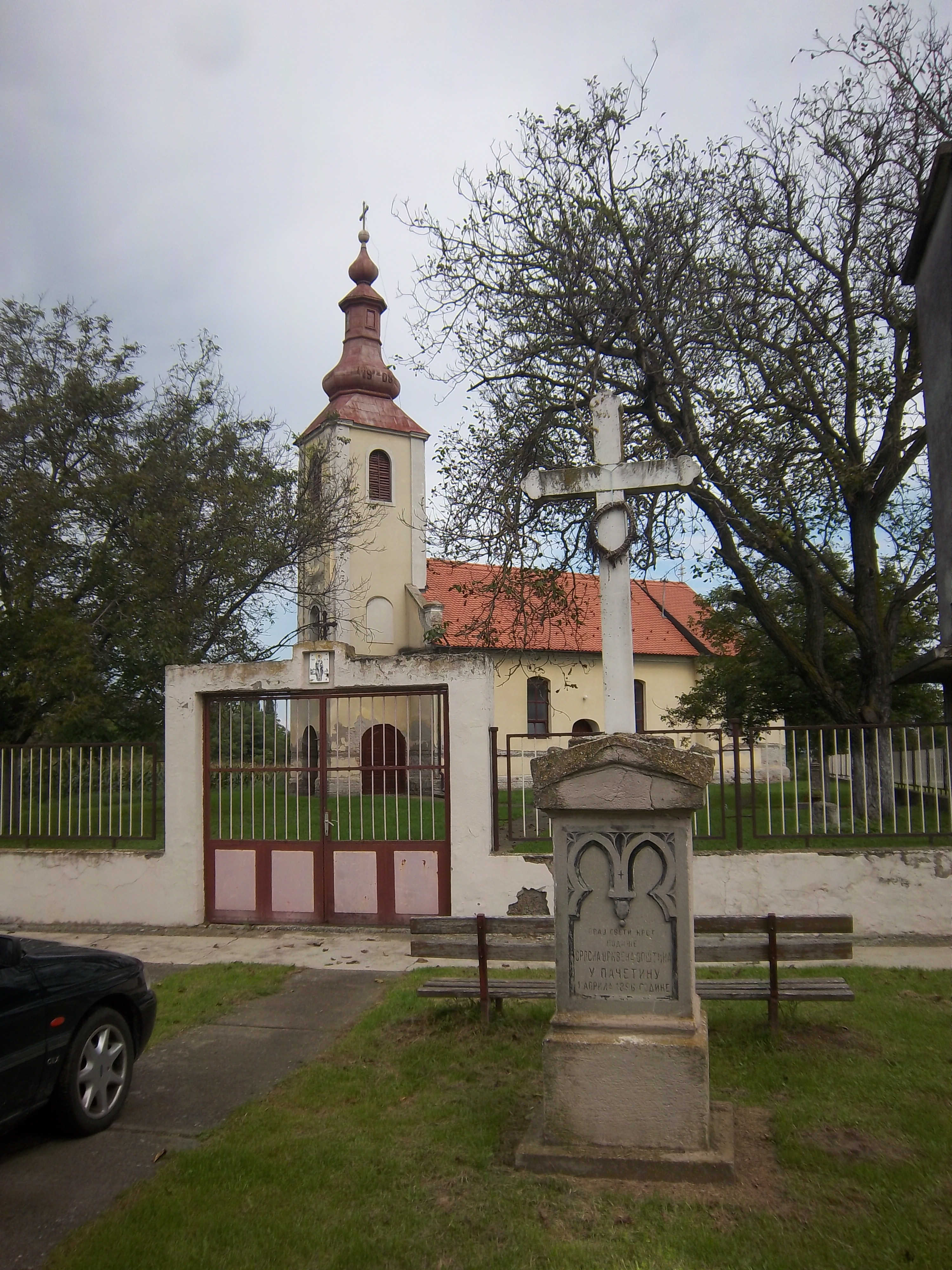
A Szent Miklós templom

## Nevezetességei
A falu közepén áll Szent Miklós tiszteletére szentelt szerb pravoszláv temploma, melyet a 18. század végén építettek. Mai ikonosztázát 1909 és 1910 között készítették, Ivan Tišov zágrábi festőművész alkotása.

## Kultúra
A településen 1999 óta működik a KUD „Branko Radičević” kulturális és művészeti egyesület. Szervezésében minden év júniusának elején kerül megrendezésre a „MESDAM”, az amatőr színjátszók nemzetközi találkozója. Az előadások horvát és szerb nyelven zajlanak, köztük gyerekeknek szóló színdarabok is vannak. A találkozót kísérő események, festmények, szobrok, ikonok kiállításai. Ezen kívül az egyesület szervezi a „Svetosavska beseda” fesztivált is.

## Oktatás
A településen a bobotai általános iskola területi iskolája működik.

## Sport
- Az NK Sloga Pačetin labdarúgóklubot 1934-ben alapították. A megyei 3. ligában szerepel.
- ŠK Sloga Pačetin sakk-klub

## Híres emberek
Itt született 1958. szeptember 7-én Goran Hadžić a Krajinai Szerb Köztársaság elnöke.